# Borstpälsade möss
Borstpälsade möss (Lophuromys) är ett släkte gnagare i familjen råttdjur (Muridae) med 10 till 20 arter som förekommer i Afrika söder om Sahara.

## Utseende
Dessa gnagare når en kroppslängd mellan 84 och 160 mm och därtill kommer en 46 till 148 mm lång svans. Vikten ligger mellan 23 och 111 gram. Släktet delas vanligen i två undersläkten, Lophuromys och Kivumys, som skiljer sig i några kännetecken. Hos det första undersläktet motsvarar svanslängden bara halva längden av övriga kroppen och hos det andra undersläktet är svansen ungefär lika lång. Arterna har på ovansidan en mörkbrun till ljusbrun eller gröngrå borstartade päls. Buken kan vara krämfärgade, orange eller kanelbrun. Beroende på art är svansen helt eller bara glest täckt med hår. Varje fot har fem tår som är utrustade med klor.

## Arter och utbredning
Fram till slutet av 1990-talet listades 10 arter fördelade på två undersläkten till Lophuromys (se nedan). Nyare taxonomiska avhandlingar som Mammal Species of the World skiljer mellan upp till 21 arter.
- Undersläkte Kivumys
  - Lophuromys woosnami, bergsregioner av Kongo-Kinshasa, Uganda, Burundi.
  - Lophuromys luteogaster, nordöstra Kongo-Kinshasa.
  - Lophuromys medicaudatus, nordöstra Kongo-Kinshasa och västra Rwanda.
- Undersläkte Lophuromys
  - Lophuromys cinereus, nordöstra Kongo-Kinshasa.
  - Lophuromys eisentrauti, västcentrala Kamerun.
  - Lophuromys flavopunctatus, Etiopien till nordöstra Angola och norra Moçambique.
  - Lophuromys melanonyx, höglandet i Etiopien.
  - Lophuromys nudicaudus, Kamerun, Gabon, Ekvatorialguinea, ön Bioko.
  - Lophuromys rahmi, nordöstra Kongo-Kinshasa och västra Rwanda.
  - Lophuromys sikapusi, Sierra Leone till västra Kenya och norra Angola.

IUCN godkänner utöver de ovan nämnda följande arter:
- Lophuromys brevicaudus
- Lophuromys chercherensis
- Lophuromys chrysopus
- Lophuromys dieterleni
- Lophuromys huttereri
- Lophuromys kilonzoi
- Lophuromys menageshae
- Lophuromys pseudosikapusi
- Lophuromys roseveari

## Habitat
Borstpälsade möss lever i olika habitat. De förekommer i grässtäpper, träskmarker och skogar på bergstrakter som kan ligga 4 000 meter över havet. De saknas däremot i täta regnskogar som har ingen undervegetation av gräs samt i områden med längre torka.

## Ekologi och status
Arterna vistas bara på marken och kan vara aktiva på dagen eller på natten. De bygger oftast bon av torrt gräs mellan stenar, rötter eller låga kvistar. Ibland gräver de jordhålor. Varje individ lever ensam och utanför parningstiden är de aggressiva mot varandra. Strider resulterar ofta i avbitna öron eller missade delar av svansen. Honor kan para sig upp till sex gånger per år och per kull föds en till fem ungar. Dräktigheten varar ungefär en månad. Den äldsta individen i fångenskap blev lite över tre år gammal.
Borstpälsade möss är främst köttätare (40 till 100 %) som livnär sig av myror, andra insekter och smärre ryggradsdjur som grodor. I viss mån äter de även växtdelar.
IUCN listar 15 arter, däribland tre som starkt hotade (EN), två som sårbar (VU), en som nära hotad (NT) och en med kunskapsbrist (DD).